# 롤 (록맨)
롤(영어: Roll, 일본어: ロール)은 《록맨》 비디오 게임 시리즈와 외전작에 등장하는 가상의 로봇이다. 천재 공학자 닥터 라이트가 만든 가정부 로봇으로 시리즈 주인공 록맨의 여동생이다. 이름은 록맨과 함께 "로큰롤 (rock and roll)"을 이루는 말장난이 되도록 지었다.
클래식 게임 시리즈에서 롤은 싸움에 참여하지 않고 주로 게임 내 상점을 운영하는 조연 역을 맡는다. 일부 하위 시리즈에서는 롤에 기반한 캐릭터들이 존재하는데, 《록맨 대시》 시리즈에선 주인공의 행동을 안내하는 롤 캐스켓이, 《록맨 에그제》 시리즈에선 록맨.EXE의 여자친구이자 동료인 롤.EXE가 등장한다.
2006년 리메이크 《록맨 록맨》 등과 같은 작품에선 플레이 가능한 캐릭터로서 등장하기도 한다.

## 특징
본편에 해당하는 클래식 《록맨》 시리즈에선 붉은 드레스, 녹색 리본과 적색 메리 제인를 금발의 어린 여자아이 모습으로 등장한다. 닥터 라이트가 블루스, 록에 이어 만든 세 번째 로봇으로 가정일을 돕는 것이 일과이다.
롤은 이후 같은 시리즈 작품들에서 원래보다 어리거나 나이가 많은 모습으로 등장했다.《록맨 8: 메탈 히어로즈》에선 목에 버튼이 있는 드레스를 입고 등장했으며, 《록맨 11: 운명의 톱니바퀴!!》에선 후드티가 있는 옷으로 변경됐다.

## 창작
《록맨》 제작진과의 인터뷰에 따르면 원래 롤은 록맨이 구해야 할 비탄에 빠진 소녀 역할로서 등장시키려고 했다고 한다. 그리고 게임 내에서 롤 모습을 한 보스도 추가할 예정이었으나 최종적으로는 들어가지 않았다.

## 관련 상품
2018년 굿스마일이 제작한 《록맨 11》 모습의 롤 넨도로이드가 판매됐다. 2019년에는 센티널이 만든 《록맨 대시》의 롤 캐스캣 4인치넬 피규어가 출시됐다.